# Семенов Віталій Іванович
Віталій Іванович Семенов (нар. 27 квітня 1972) — радянський та український футболіст, який грав на позиції захисника. Найбільш відомий за виступами в клубі української вищої ліги «Металург» із Запоріжжя.

## Кар'єра футболіста
Віталій Семенов розпочав виступи в командах майстрів у 1989 році в складі команди радянської другої ліги «Торпедо» із Запоріжжя, щоправда за 2 роки зіграв у його складі лише 11 матчів. У 1991 році футболіст перейшов до складу запорізького «Металурга», який вийшов до вищої ліги СРСР, проте дебютував у складі «металургів» лише наступного року, коли запорізька команда грала вже у вищій українській лізі. Проте у вищоліговому клубі Семенов за два роки не закріпився в основному складі, провівши лише 16 матчів у чемпіонаті, та на початку 1994 року перейшов до складу команди другої ліги «Дружба» з Бердянська. Улітку 1996 року футболіст перейшов до складу іншої команди другої ліги «Віктор» із Запоріжжя, проте зігравши 4 матчі, перейшов до складу команди першої ліги «Шахтар» з Макіївки, де грав до кінця сезону 1997—1998 років, та зіграв у складі команди 71 матч чемпіонату. У 1998—2000 роках Віталій Семенов грав у складі команди першої ліги «Поліграфтехніка» з Олександрії, за яку футболіст зіграв 46 матчів чемпіонату. У сезоні 2000—2001 років Семенов грав у складі команди другої ліги «Нафтовик» з Охтирки, з якою виграв груповий турнір другої ліги та путівку до першої ліги, проте надалі в професійних командах не грав. У 2001—2003 роках Віталій Семенов грав у складі запорізької аматорської команди «ЗАлК».